# Paralipophrys
Paralipophrys is een geslacht van straalvinnige vissen uit de familie van naakte slijmvissen (Blenniidae).